# Plutos mardröm
Plutos mardröm (även Plutos drömhus) (engelska: Pluto's Dream House) är en amerikansk animerad kortfilm med Musse Pigg och Pluto från 1940.

## Handling
Musse Pigg ska bygga en lyxigare hundkoja åt Pluto. Medan de gräver i marken hittar de en gammal lampa, som likt den i sagan om Aladdin visar sig vara magisk; från lampan kommer det en osynlig ande. Musse önskar att anden bygger en hundkoja åt Pluto. Anden uppfyller önskningen, men under byggets gång råkar den färga både hundkojan och Pluto. När hundkojan är klar, önskar Musse att anden ger Pluto ett bad.
Medan anden badar Pluto lyssnar Musse på radio, men Pluto råkar ha sönder radion, och anden misstar radions röst för Musses röst, och önskningarna börjar att spåra ur; något som går Pluto på nerverna. Men innan anden hinner skära Pluto med en kniv, väcks Pluto av Musse. Det visar sig att det hela bara var en mardröm och Pluto hoppar i Musses säng överlycklig.

## Om filmen
Filmen är den 108:e Musse Pigg-kortfilmen som producerades och den andra som lanserades år 1940.
Filmen hade svensk premiär den 3 januari 1944 på biografen Spegeln i Stockholm.

## Rollista
- Walt Disney – Musse Pigg
- Lee Millar – Pluto
- Billy Bletcher – magiska lampan
- Elvia Allman – dam i radion[5]